# Schlösschen auf der Weide

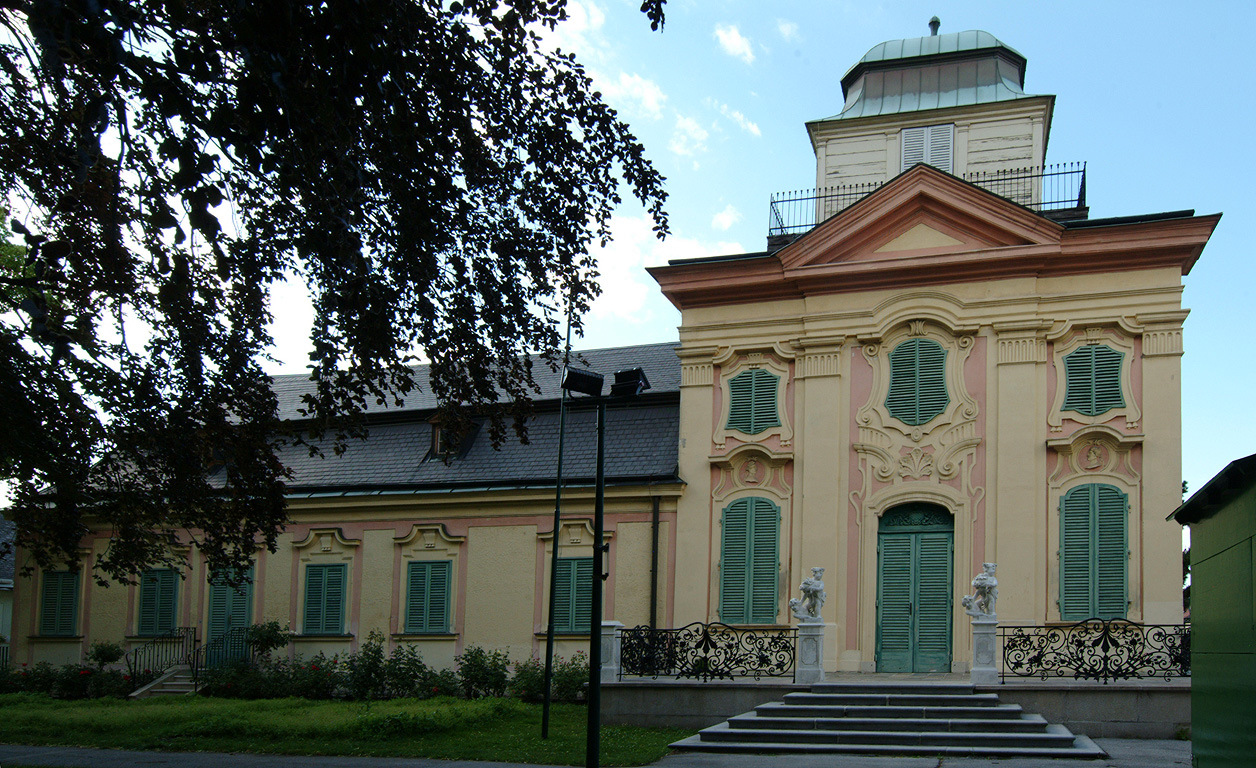
Das Schlösschen auf der Weide in Maria Enzersdorf

Das Schlösschen auf der Weide steht an der Hauptstraße Nr. 52 in der Ortschaft der Marktgemeinde Maria Enzersdorf im Bezirk Mödling in Niederösterreich. Die erhaltenen Reste des Schlosses stehen unter Denkmalschutz (Listeneintrag).

## Geschichte
Das Schloss wurde um 1730 für Johann Paul Grädl von Ehrental erbaut. Nach einem häufigen Besitzerwechsel ging das Schloss im Jahr 1930 an den Wiener Bankverein.
Im Jahr 1957 wurde im Zuge einer Verbreiterung der Hauptstraße das Schloss teils demoliert. 1976/1978 war eine Restaurierung.
Die Marktgemeinde kaufte 1962 das Schloss, der Schlosspark bzw. Bergschenhoekpark wurde für die Öffentlichkeit geöffnet. Seit 1989 wird das Schloss als Veranstaltungszentrum genutzt.

## Architektur
Der kleine erhaltene Bau, um 1730 erbaut, war ehemals ein Teil einer vierflügeligen Anlage mit einem ehemaligen ummauerten Landschaftsgarten. Heute steht nur noch ein Seitenflügel und der Mittelrisalit.
Der eingeschoßige sechsachsige Seitenflügel unter einem Mansarddach hat parkseitig eine schlichte Putzrahmengliederung mit Stegrahmenfenstern mit aufgebogenen Verdachungen. Der zweigeschoßige dreiachsige Risalit mit einem kräftigen Gesims ist mit einem eingezogenen hölzernen Turmaufsatz mit einem Glockenhelm und einem umlaufenden Gitterbalkon bekrönt, die Fassade hat Pilaster und schulterbogige bzw. kartuschenartige Fenster. Die Gartenfassade hat eine übergiebelte Mittelachse und mittig ein Portal sowie eine reiche, dekorative, die Wandflächen ausfüllende Rahmungen und kräftig aufgebogene Fensterverdachungen mit Masken- und Muscheldekor. Eine Terrasse hat ein reiches qualitätvolles Schmiedeeisengitter um 1730 zwischen Steinpfeilern und auf den Pfeilern Putten-Figuren um 1730.
Das Schlossinnere hat im Risalit einen Marmorsaal, einen hohen reich ausgestatteten pilastergegliederten Rechteckraum mit einer Stuckspiegeldecke. Der Raum hat verschiedenfarbige Kunstmarmorverkleidungen und vergoldeten Stuckdekor mit Voluten, Putten und Masken. Das Deckengemälde Triumph der Kunst und des Handels malte Johann Georg Schmidt 1730, ebenfalls von Schmidt sind das Supraportengemälde Danae und Flora sowie die Ovalbilder mit Blumenstillleben um 1730.